# Adolfo de Eschaumburgo-Lipa
 Adolfo de Eschaumburgo-Lipa (20 de julho de 1859 – 9 de julho de 1916) foi regente do Principado de Lipa entre 1895 e 1897.

## Primeiros anos
Nascido no Palácio de Bückeburg, em Buckeburgo, Adolfo era o sétimo filho de Adolfo I, Príncipe de Eschaumburgo-Lipa (1817–1893) e da princesa Hermínia de Waldeck e Pyrmont (1827–1910).
Após a morte do príncipe Woldemar a 20 de março de 1895 e a subida ao trono do irmão de Woldemar, Alexandre, Adolfo foi nomeado regente de Lipa, uma vez que Alexandre se encontrava incapacitado devido a uma doença mental. Esteve nessa posição até 1897, altura em que foi substituído pelo conde Ernesto de Lipa-Biesterfeld.

## Casamento
A 19 de novembro de 1890, Adolfo casou-se em Berlim com a princesa Vitória da Prússia. Sendo a sua esposa filha de Frederico III da Alemanha, Adolfo tornou-se assim cunhado do último rei da Prússia, Guilherme II. No casamento, estiveram presentes o rei, a sua esposa, Augusta Vitória de Schleswig-Holstein e a mãe de Vitória, a rainha viúva  Vitória. Uma vez que a mãe da princesa Vitória pertencia à família real britânica, também estiveram presentes muitos dos seus parentes, incluindo a princesa Helena do Reino Unido. Depois da cerimónia, o casal deu um banquete, no qual o imperador Guilherme lhes garantiu a sua "proteção e cuidado com amizade".
Não nasceram filhos deste casamento, embora a princesa Vitória tenha sofrido um aborto durante os primeiros meses de casada.

## Genealogia
| Adolfo de Eschaumburgo-Lipa | Pai: Adolfo I, Príncipe de Eschaumburgo-Lipa | Avô paterno: Jorge Guilherme, Príncipe de Eschaumburgo-Lipa | Bisavô paterno: Filipe II, Conde de Eschaumburgo-Lipa                 |
| Adolfo de Eschaumburgo-Lipa | Pai: Adolfo I, Príncipe de Eschaumburgo-Lipa | Avô paterno: Jorge Guilherme, Príncipe de Eschaumburgo-Lipa | Bisavó paterna: Juliana de Hesse-Philippsthal                         |
| Adolfo de Eschaumburgo-Lipa | Pai: Adolfo I, Príncipe de Eschaumburgo-Lipa | Avó paterna: Ida de Waldeck e Pyrmont                       | Bisavô paterno: Jorge I, Príncipe de Waldeck e Pyrmont                |
| Adolfo de Eschaumburgo-Lipa | Pai: Adolfo I, Príncipe de Eschaumburgo-Lipa | Avó paterna: Ida de Waldeck e Pyrmont                       | Bisavó paterna: Augusta de Schwarzburg-Sondershausen                  |
| Adolfo de Eschaumburgo-Lipa | Mãe: Hermínia de Waldeck e Pyrmont           | Avô materno: Jorge II, Príncipe de Waldeck e Pyrmont        | Bisavô materno: Jorge I, Príncipe de Waldeck e Pyrmont                |
| Adolfo de Eschaumburgo-Lipa | Mãe: Hermínia de Waldeck e Pyrmont           | Avô materno: Jorge II, Príncipe de Waldeck e Pyrmont        | Bisavó materna: Augusta de Schwarzburg-Sondershausen                  |
| Adolfo de Eschaumburgo-Lipa | Mãe: Hermínia de Waldeck e Pyrmont           | Avó materna: Ema de Anhalt-Bernburg-Schaumburg-Hoym         | Bisavô materno: Vítor II, Príncipe de Anhalt-Bernburg-Schaumburg-Hoym |
| Adolfo de Eschaumburgo-Lipa | Mãe: Hermínia de Waldeck e Pyrmont           | Avó materna: Ema de Anhalt-Bernburg-Schaumburg-Hoym         | Bisavó materna: Amália de Nassau-Weilburg                             |